# Paul Agustoni
Paul Agustoni (* 23. Dezember 1934 in Möhlin; † 12. April 2012 in Liestal, heimatberechtigt in Morbio Inferiore) war ein Schweizer Bildhauer. Sein Werk umfasst Stein- und Holzskulpturen, Grabmale sowie Eisen- und Gipsplastiken. Viele seiner Werke befinden sich im öffentlichen Raum.

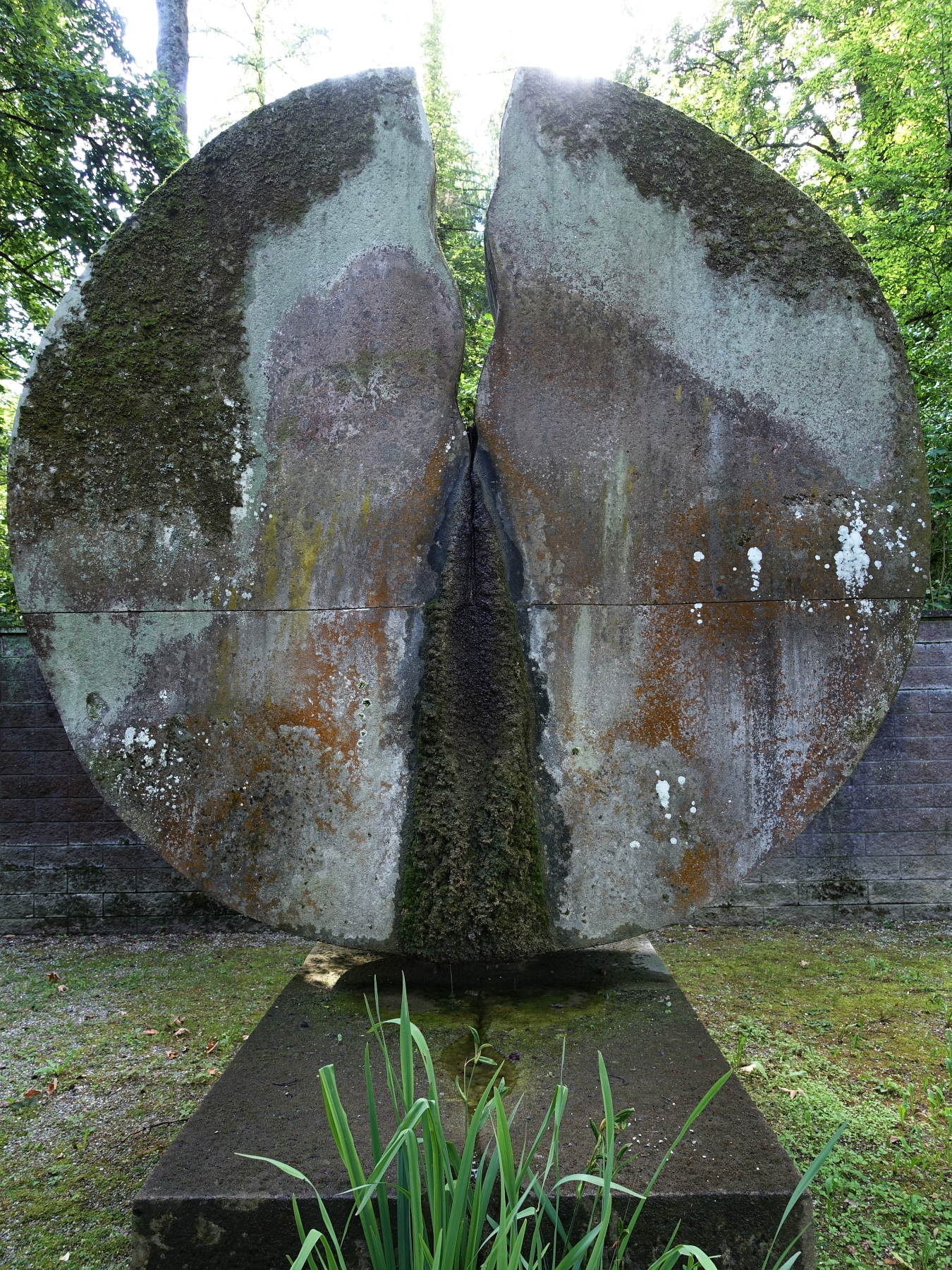
Grosse Sonne, 1984. Waldfriedhof Rheinfelden

## Leben und Werk
Paul Agustoni absolvierte in Basel bei August Drissler eine Bildhauerlehre. Sein letztes Lehrjahr machte er beim Bildhauer Otto Frey (1916–2004) in Rheinfelden. Anschliessend besuchte er Kurse an den Kunstgewerbeschulen in St. Gallen und Basel. Für weitere zwei Semester hielt er sich an der Kunstschule in Linz auf, wo er von Walter Ritter unterrichtet wurde.
1957 kehrte Agustoni nach Möhlin zurück und baute dort für sich ein Atelierhaus. 1958 heiratete er Sonja, geborene Rohrer. 1959 erhielt er von der Gemeinde seinen ersten öffentlichen Auftrag für den Narrenbrunnen. Agustoni schuf bis 2012 über 100 grosse Auftragsarbeiten für den öffentlichen Raum, vorwiegend in der Nordwestschweiz. 1969 trat er der Gesellschaft Schweizerischer Maler, Bildhauer und Architekten (GSMBA) bei. Ab 1971 bildete er Lehrlinge aus. 1974 unternahm er mit seiner Familie zu Fuss eine längere Studienreise quer durch Italien.
1978 gab Agustoni sein Atelier in Möhlin auf und baute zusammen mit seiner neuen Lebenspartnerin Uschi Roth in Zuzgen ein Bauernhaus zum Atelier-, Ausstellungs- und Wohngebäude aus. Dort schuf er nebst Skulpturen und Plastiken auch zahlreiche Ölkreidebilder. 1997 erfolgte die Einweihung der eigenen «Galerie Looberg» auf dem Lohnberg. Agustoni gewann zahlreiche Kunst-Wettbewerbe und stellte seine Werke in zahlreichen Galerien aus. 
Paul Agustoni verstarb 2012 nach längerer Krankheit.